# Can Graells
|  | Per a altres significats, vegeu «mas Can Graells». |

Can Graells és un edifici al municipi de Sant Cugat del Vallès (Vallès Occidental) que forma part de l'Inventari del Patrimoni Arquitectònic de Catalunya. És propietat de l'empresa HP, qui la fa servir com a centre d'innovació i disseny.

## Descripció
La masia de Can Graells està situada al polígon industrial de Can Graells al nord-oest del nucli de Sant Cugat del Vallès. És de planta rectangular amb coberta a doble vessant de teulada àrab i ràfec paral·lel a la façana. En alçada consta de planta baixa, primer pis i golfes. Adossat al costat sud hi ha un cos rectangular que va ser construït a finals del segle xviii o inicis del XIX i funcionava com a magatzem de blat.
La porta principal es de mig punt dovellada, a banda i banda s'obren dues finestres també de mig punt, i a l'extrem dret s'obre una altra porta secundària d'arc de mig punt d'accés directa a l'espai on hi havia els antics cups per produir el vi. Al primer pis s'obren quatre finestres rectangulars amb llinda emmarcades per grans carreus encadenats. A les golfes s'obre una galeria d'arcades de mig punt que ocupa tora la façana. Destaca el matacà defensiu situat per sobre de la segona finestra del costat esquerre i alineat amb la porta principal. A través d'antigues fotografies observem que a la part davantera del matacà hi havia l'escut heràldic de mitjans del segle xix (1850) col·locat quan a Joan Clarós, propietari del mas, se li va concedir el títol de baró de Prado Hermoso.
En planta s'observa una divisió a la planta baixa entre àrea residencial (costat nord) i àrea de treballs agrícoles i emmagatzematge (costat sud). Destaca la gran cuina rectangular amb forn circular de maó situada al costat oest. Al costat esquerre del rebedor s'observa l'escala d'accés a la primera planta on s'ubicaven les habitacions particulars.

## Història
Els antecedents del mas es remunten a tres heretats documentades al segle xiv. L'any 1629 Rafael Graell comprà les propietats i a partir de llavors el mas es coneix amb aquest nom. Del segle xvii es conserven restes de les cotes inferiors dels murs de l'edifici actual. El cos principal de la masia data de finals del segle xviii i a inicis del segle xix es va ampliar el costat sud.
L'escut heràldic que decorava la façana principal, i que podem observar en fotografies antigues del mas, datava de mitjans del segle xix (1850) quan a Joan Clarós, propietari del mas, se li va concedir el títol de baró de Prado Hermoso. A la dècada dels seixanta del segle XX el mas va ser abandonat. Finalment, la masia va ser rehabilitada l'any 2014, es troba dins dels terrenys on s'ubica la seu d'HP Inc. a Catalunya.
La tardor de 2023 es va presentar La Masia, HP Experience Design Center, un espai d'innovació de l'empresa, ubicat en aquest edifici.